# Tempête tropicale Matthew (2004)
Pour les articles homonymes, voir Cyclone tropical Matthew.
Matthew est une tempête tropicale, 14e phénomène cyclonique de la saison 2004. C'est la première utilisation du nom de Matthew pour un phénomène cyclonique, apparu dans la liste en remplacement de Mitch.

## Chronologie
Matthew s'est développé à partir d'une large zone de basses pressions située dans l'ouest du Golfe du Mexique, cette dépression provenant d'une onde tropicale partie des côtes africaines le 19 septembre, mais difficile à suivre en raison de sa proximité avec l'ouragan Lisa. En s'organisant le 9 octobre, la tempête tropicale se dirige vers le Nord, mais les vents cisaillants limitent son développement, son intensité restant très fluctuante. En atteignant les côtes de Louisiane le 10 octobre, Matthew est rétrogradé en dépression tropicale.

## Bilan
Malgré de faibles dégâts sur son passage, Matthew entraîna de fortes précipitations en Louisiane, atteignant 460 mm à Reserve, petite bourgade sur la rive droite du Mississippi et provoquant d'importantes inondations à Terrebonne et Saint-Bernard (cette dernière paroisse sera dévastée l'année suivante par Katrina).